# Bethany (Nueva York)
Bethany es un pueblo ubicado en el condado de Genesee en el estado estadounidense de Nueva York. En el año 2000 tenía una población de 1.760 habitantes y una densidad poblacional de 18.8 personas por km².

## Geografía
Bethany se encuentra ubicado en las coordenadas 42°55′45″N 78°8′26″O / 42.92917, -78.14056.

## Demografía
Según la Oficina del Censo en 2000 los ingresos medios por hogar en la localidad eran de $45,450, y los ingresos medios por familia eran $50,234. Los hombres tenían unos ingresos medios de $32,113 frente a los $24,643 para las mujeres. La renta per cápita para la localidad era de $18,693. Alrededor del 5.1% de la población estaban por debajo del umbral de pobreza.